# Le Moment de vérité (Torchwood)
Pour les articles homonymes, voir Le Moment de vérité.
Le Moment de vérité (Meat) est le quatrième épisode de la deuxième saison de la série Torchwood.

## Résumé
À la suite d'un accident de la route, un collègue de l'entreprise de transport dirigée par Rhys Williams meurt. Or, il semble que la viande qu'il était chargé d'acheminer soit d'origine extra-terrestre, ce qui déclenche l'enquête de Torchwood.

## Continuité
- Le Ptérodactyle apprivoisé refait une brève apparition dans cet épisode.
- Les pilules rendant amnésique sont utilisées de nouveau dans cet épisode.
- On a de nouvelles pistes sur la sexualité de Jack Harkness, puisqu'il dit dans cet épisode avoir « goûté » à un extra-terrestre en accentuant sur le sous-entendu, en expliquant que ça a plu à l'extra-terrestre en question. De plus, de nombreux dialogues sont à double-sens sexuels, comme la dispute entre Rhys et Jack à son entrée au QG, ou la discussion entre Jack et la secrétaire de Rhys.
- Sous-entendus dans les épisodes précédents, les efforts que tente Tosh pour se rapprocher d'Owen sont ici largement visibles.

### Continuité avec leWhoniverse
- Rhys reprend l'expression « fantastique » sur la même tonalité que l'utilisait le Neuvième Docteur.
- Une autre "Baleine de l'espace" apparaît dans l'épisode La Bête des bas-fonds de la saison 5 de Doctor Who.